# A Herb Alpert & the Tijuana Brass Double Feature
A Herb Alpert & the Tijuana Brass Double Feature ist ein US-amerikanischer animierter Kurzfilm von John Hubley aus dem Jahr 1966.

## Handlung
In Spanish Flea erwacht ein kleiner Floh in seinem Bett, das wie der Rest seines Schlafzimmers in einer Blüte postiert ist. Während seines Tagesausflugs belästigt der Floh einen Esel und ein Huhn, bevor er die Tanz- und Feiergesellschaft eines Hotels in die Flucht treibt. Abends legt er sich zufrieden schlafen und die Blüte schließt sich.
In Tijuana Taxi versucht ein Taxifahrer, eine Band rechtzeitig zum Flughafen zu bringen. Auf der waghalsigen Taxifahrt wird ein falscher Bettler überfahren, die Fußgänger flüchten und ein Hund stellt sich tot. Die Fahrt geht durch Gebäude und eine Stierkampfarena und endet schließlich am Flughafen. Obwohl das Taxi rechtzeitig sein Ziel erreicht hat, scheitert alles schließlich an der Bürokratie. Noch während der Flughafenangestellte die zahlreichen Papiere der Musiker prüft und langsam abstempelt, startet das Flugzeug. Kurzerhand steigt die Band wieder ins Taxi ein, das nun dem Flugzeug nachfliegt.

## Produktion
A Herb Alpert & the Tijuana Brass Double Feature beinhaltet zwei Kurzfilme, die zu den Instrumentaltiteln Spanish Flea und Tijuana Taxi von Herb Alpert & Tijuana Brass animiert wurden und somit die Eigenschaft von Musikvideos haben. Beide Filme weisen keine Dialoge auf.

## Auszeichnungen
A Herb Alpert & the Tijuana Brass Double Feature gewann 1967 den Oscar in der Kategorie „Bester animierter Kurzfilm“. Nach Moonbird (1960) und The Hole (1962) war es der dritte Oscar der Kategorie, den John und Faith Hubley erhielten.
Der Film lief zudem 1967 auf dem Cannes Film Festival im Wettbewerb um die Goldene Palme für den besten Kurzfilm, konnte sich jedoch nicht gegen Sky Over Holland durchsetzen.